# Herbert Jensch

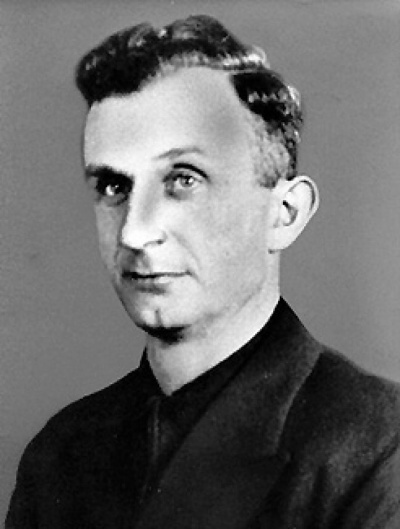
Herbert Jensch

Herbert Robert Karl Jensch (geb. 13. August 1900 in Breslau, Deutsches Reich; gest. 5. Juni 1944 in Brest, besetztes Frankreich) war ein deutscher Schlosser, Matrose, Revolutionär, Politiker und Opfer des Nationalsozialismus.
Jensch stammte aus einer Arbeiterfamilie. Von 1906 bis 1914 besuchte er die Volkshochschule in Breslau. Im Anschluss absolvierte er eine Lehre zum Schlosser. 
Während des Ersten Weltkriegs ging er 1917 freiwillig zur Deutschen Kriegsmarine. Er beteiligte sich 1918 am Kieler Matrosenaufstand sowie an der Novemberrevolution 1918/1919 in Deutschland. Zum Ende des Ersten Weltkriegs war Jensch ab 1919 beim Reichswasserschutz auf der Oder in Breslau. Er wurde 1920 nach Frankfurt (Oder) versetzt. Im selben Jahr heiratete er Anna Böhm. 
Von 1921 bis 1933 verrichtete Herbert Jensch Notstandsarbeiten und arbeitete als Schlosser in verschiedenen Betrieben in Frankfurt (Oder). 1923 trat er in die KPD ein. 1925 war Jensch Mitglied des Streikkomitees beim Metallarbeiterstreik in Frankfurt (Oder). In diesem Jahr gründete er mit anderen die Frankfurter Ortsgruppe des Roten Frontkämpferbundes (RFB). 1927 wohnte er im Haus Kleinen Scharrnstraße 4. 1928 betrieb Herbert Jensch mit Hilfe seiner Frau Anna Böhm einen Zeitungshandel am Wilhelmsplatz (heute Platz der Republik) in Frankfurt (Oder). 1929 wurde er Stadtverordneter für die KPD. Von 1930 bis 1933 war Jensch Vorsitzender der Ortsgruppe der KPD in Frankfurt (Oder) und Abgeordneter im Provinziallandtag Brandenburg. In diesen Jahren vor der Machtergreifung der Nazis widmete er sich verstärkt dem Kampf gegen den Faschismus. 
Am 31. Januar 1933, einen Tag nach der Machtergreifung der Nazis, war er bei der letzten großen gemeinsamen antifaschistische Demonstration von kommunistischen, sozialdemokratischen und parteilosen Arbeitern in Frankfurt (Oder) dabei. Nach dem Reichstagsbrand wurde Herbert Jensch am 2. März 1933 verhaftet und kam in das Gefängnis Plötzensee. Er wurde im April 1933 ins KZ Sonnenburg überführt. Im September 1933 wurde Jensch ins Gerichtsgefängnis Frankfurt (Oder) verlegt. Von März bis September 1934 war er im Untersuchungsgefängnis Moabit inhaftiert. Während der Haft wurde er geschlagen und gefoltert. Im März 1934 begann der Prozess gegen ihn wegen Vorbereitung zum Hochverrat. Er wurde im Oktober 1934 mit der Auflage der polizeilichen Meldepflicht aus der Haft entlassen, da ihm das Gericht nichts anderes als legale Parteiarbeit nachweisen konnte. 1935–39 arbeitete er als Maschinist in der Ostquellbrauerei Frankfurt (Oder) und als Heizer auf dem Dampfer „Großer Kurfürst“ der Schlesischen Dampfer-Compagnie. 
Mit Beginn des Zweiten Weltkriegs wurde Jensch im September 1939 zur Marine eingezogen. Nach der Okkupation Frankreichs wurde er in Brest stationiert. Im Jahr 1941 nahm er Verbindung zur französischen Hafenarbeitergewerkschaft und zur französischen Widerstandsbewegung Résistance auf. Mit Hilfe französischer Widerstandskämpfer baute er mit Angehörigen von Marine und Wehrmacht eine Widerstandsgruppe im besetzten Frankreich auf. Während eines Urlaubs im Frühjahr 1944 verfasste Herbert Jensch mit Frankfurter Kampfgefährten Flugblätter in französischer Sprache, welche unter französischen Kriegsgefangenen verteilt wurden. Bald nach seiner Rückkehr nach Brest wurde er 1944 auf offener Straße von SS-Angehörigen erstochen.

## Ehrungen
Nach Herbert Jensch wurde in Frankfurt (Oder) 1959 die Cüstriner Straße benannt.

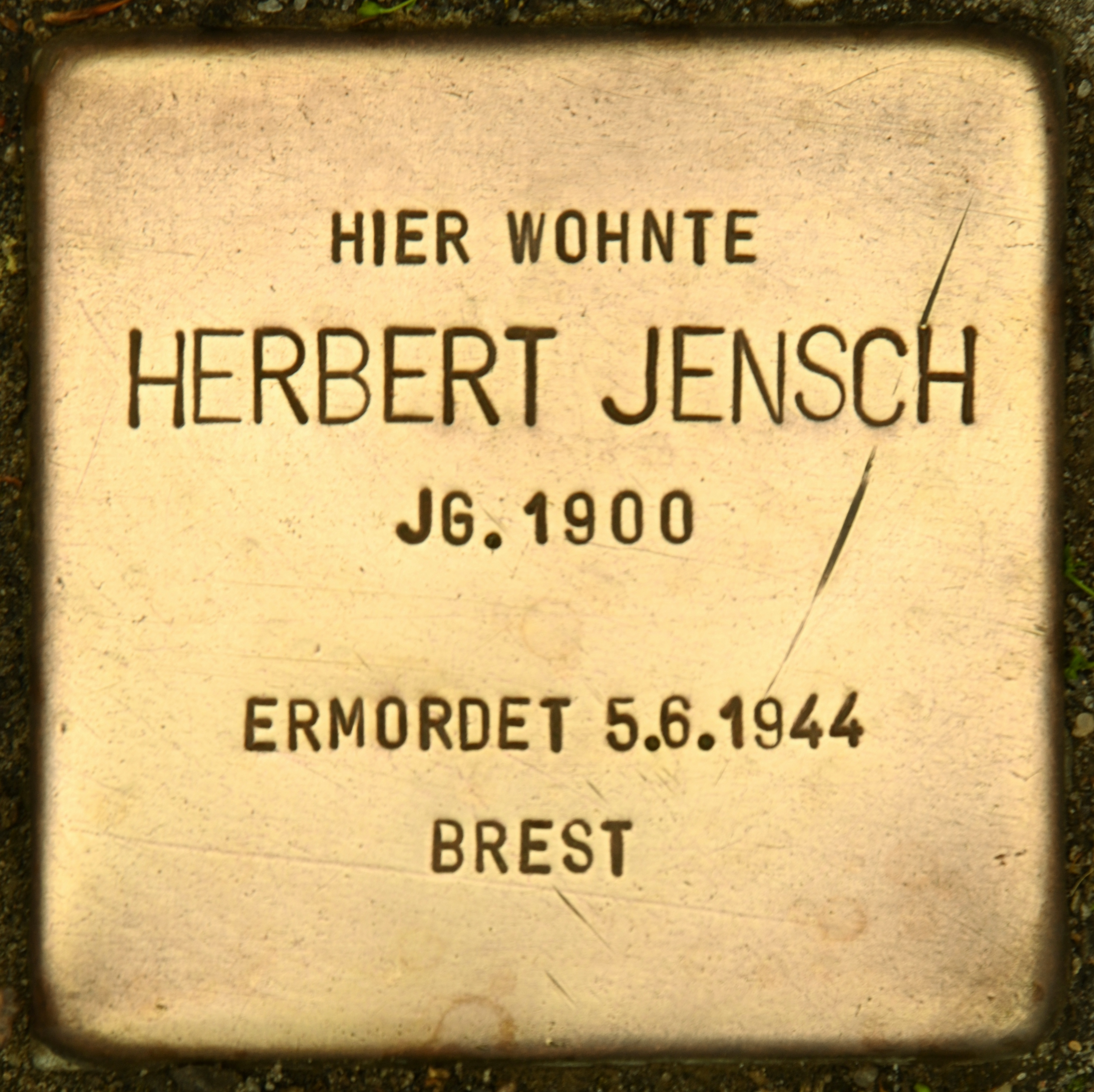
Stolperstein für Herbert Jensch, Kleine Oderstraße 7, Frankfurt (Oder)

Für Herbert Jensch wurde in Frankfurt (Oder) ein Denkmal errichtet.
Für Herbert Jensch wurde an seinem letzten Wohnsitz in der Kleinen Oderstraße 7 in Frankfurt (Oder) ein Stolperstein verlegt.
Nach Herbert Jensch hieß von 1984 bis 1990 die Militärtechnische Schule der Nachrichtentruppen (MtS-N) der Nationalen Volksarmee in Frankfurt (Oder).